# Grand Theft Auto III
Grand Theft Auto III ( prescurtat GTA III sau GTA 3) este un joc video de acțiune-aventură  dezvoltat de DMA Design (redenumit mai târziu Rockstar North) și publicat de Rockstar Games. Este primul joc 3D din seria Grand Theft Auto și al cincilea din serie per total, precum și primul din era 3 a acesteia. Inițial a fost lansat exclusiv pentru PlayStation 2 în octombrie 2001, dar mai târziu și pentru PC în 2002 și  pentru Xbox în noiembrie 2003. Cu ocazia celei de-a zecea aniversări, a fost dezvoltată și o versiune mai actualizată pentru Android și iOS, ce a fost lansată pe 15 decembrie 2011.
Jocul se desfășoară în Liberty City, un oraș fictiv inspirat de New York City, în anul 2001, și urmărește povestea unui criminal numit Claude, care ajunge să lucreze pentru diverși criminali și oameni corupți din Liberty City pentru a urca tot mai mult pe scara socială în timp ce caută să se răzbune pe fosta lui iubită, Catalina, care l-a trădat și l-a lăsat să moară.
Ca și predecesorii săi, GTA III oferă jucătorului o libertate totală: se poate plimba prin oraș, poate realiza diverse misiuni pentru anumite personaje, poate comite infracțiuni sau desăvârși mai multe misiuni secundare. Conceptul și gameplay-ul jocului, împreună cu motorul 3D (o premieră pentru seria GTA) au făcut din GTA III cel mai bine vândut joc din 2001. Este considerat un punct de cotitură în industria jocurilor datorită implicațiilor enorme pe care le-a avut asupra industriei. Succesul acestui joc a fost esențial pentru popularitatea seriei, ce a continuat în 2002 cu Grand Theft Auto: Vice City. 
Până în 2008 au fost lansate nu mai puțin de cinci prequel-uri ce descriu evenimente dinaintea celor din GTA III, din perspectiva altor personaje și chiar în orașe diferite, de asemenea fictive; următorul titlu major din serie, Grand Theft Auto IV, se petrece într-un univers diferit de cel al lui GTA III, astfel că acesta și cele cinci prequel-uri ale sale formează un univers denumit "universul 3D", în timp ce GTA IV și succesorii săi formează "universul HD". GTA III a provocat și numeroase controverse din cauza scenelor violente sau implicațiilor sexuale.

## Povestea

### Plasare
Acțiunea din Grand Theft Auto III are loc în Liberty City, un oraș imaginar pe Coasta de est a Statelor Unite. Orașul seamănă cu New York City, dar încorporează și elemente din alte orașe americane. Acțiunea se desfășoară în jurul anului 2001, adică exact în perioada în care a fost lansat jocul. Acest lucru a fost confirmat de lansarea ziarului virtual Liberty Tree, care prezenta evenimente dinaintea începutului jocului. Ultimul articol datează din 18 octombrie 2001, cu doar câteva zile înaintea lansării jocului.
Pe tot parcursul jocului, protagonistul nu este strigat niciodată pe nume și nu scoate niciun cuvânt, decât la finalul ultimei misiuni, unde numele lui este dezvăluit a fi Claude. Totuși, el este numit de multe ori "Puștiule" sau "Fido".

### Povestea
În 2001, criminalul Claude este trădat de iubita și complicele său Catalina, care îl împușcă și îl lasă să moară. Claude supraviețuiește, dar este arestat. În drum spre închisoare, convoiul poliției este atacat de membri ai Cartelului Columbian, care răpesc un prizonier. În haosul rezultat, Claude și un alt prizonier, un expert în explozive numit 8-Ball, reușesc să scape și se ascund pe insula Portland. Mai târziu, 8-Ball îi face lui Claude legătura cu Familia Mafiotă Leone, pentru care acesta începe să lucreze, în principal pentru Luigi Goterelli, capo-ul Toni Cipriani, și fiul Don-ului Joey Leone. Lucrând pentru Familia Leone, Claude îi ajută în războiul lor împotriva Triadelor, și în cele din urmă îi câștigă încrederea Don-ului Salvatore Leone, care, aflând că Cartelul produce un drog nou numit SPANK, îi cere lui Claude să distrugă laboratorul de droguri al acestora aflat pe o barcă, cu ajutorul lui 8-Ball. 
Mai târziu, Salvatore îi cere lui Claude să se ocupe de o problemă minoră, dar soția trofeu al acestuia, Maria, pe care Claude a întâlnit-o mai devreme în timpul unei misiuni pentru Salvatore și care a început să-l placă, îl avertizează la timp că e o capcană. Maria admite că i-a spus lui Salvatore că se află într-o relație cu Claude pentru a-l face gelos, dar acest lucru doar l-a înfuriat, și acum acesta încearcă să-l omoare. Drept urmare, Claude și Maria pleacă din Portland spre Insula Staunton pentru a scăpa de Salvatore, împreună cu prietena Mariei, Asuka Kasen, un lider important în cadrul Yakuzei. Aici, Claude începe să lucreze pentru Asuka, care mai întâi îi cere să-l asasineze pe Salvatore pentru a-și tăia conexiunile cu Familia Leone. Prin intermediul lui Asuka, el cunoaște noi personaje din cadrul lumii interolpe din oraș pentru care începe, de asemenea, să lucreze, precum Kenji Kasen, fratele lui Asuka, Ray Machowski, un detectiv LCPD corupt pe care Claude îl ajută în cele din urmă să fugă din oraș, și Donald Love, un om de afaceri carismatic care deține un front media uriaș. Love îi cere lui Claude să-l salveze pe omul răpit mai devreme de Cartelul Columbian, care este un vechi prieten de-al său, precum și să-l asasineze pe Kenji în timp ce pretinde că este un membru al Cartelului, pentru a izbucni un război între Yakuza și Cartel cu scopul de a scădea prețul imobilelor din zonă. 
În timpul altei misiuni pentru Love, Claude dă peste Catalina, acum lidera Cartelui, care scapă, lăsându-și în urmă partenerul, pe Miguel, care este capturat de Asuka, ce crede că Cartelul i-a omorât fratele. După ce Love dispare în mod misterios, Claude încetează să lucreze pentru el, și primește din nou de lucru de la Asuka, care îi cere să atace diverse operațiuni ale Cartelui, inclusiv rețeaua lor de distribuție de droguri, pe care Miguel le dezvăluie după ce este torturat. Acest lucru o înfurie în cele din urmă pe Catalina, care îi ucide pe Asuka și Miguel și o răpește pe Maria, cerând o răscumpărare de $500.000. Când Claude se întâlnește cu Catalina pentru a-i da banii, aceasta îl trădează din nou și îl lasă să moară. Claude scapă și o urmărește pe Catalina, care încearcă să scape într-un elicopter, în cele din urmă salvând-o pe Maria și distrugând elicopterul Catalinei, omorând-o odată pentru totdeauna. 
Pe măsură ce Claude și Maria părăsesc scena, aceasta din urmă începe să se plângă despre cele întâmplate, înainte să se audă sunetul unei împușcături, făcând vocea Mariei să înceteze. 

### Personaje
Povestea jocului, deși nu la fel de importantă sau complexă ca în următoarele titluri din serie, prezintă evoluția mai multor personaje pe lângă protagonist, de la lideri de bande și criminali la diverși oficiali corupți, cu toții conectați prin traficul unui nou drog numit "SPANK", care devine o amenințare pentru Liberty City.
Succesul lui GTA III și al jocurilor ulterioare a dus la apariția anumitor personaje în mai multe jocuri, atât principale, cât și unele minore. Pentru a favoriza acest lucru, toate jocurile lansate după GTA III (până la GTA IV) se petrec înainte de acesta, astfel încât anumite personaje omorâte într-un joc pot apărea în celelalte, prezentând evenimente dinainte de GTA III și explicând anumite detalii rămase neclare, precum și evoluția unor personaje și cum au ajuns în felul în care sunt prezentate aici. Printre personajele care se întorc în titluri viitoare se regăsesc Salvatore Leone (și Familia Mafiotă Leone în general, în special Toni Cipriani, care este la rândul său protagonist în Grand Theft Auto: Liberty City Stories, și soția lui Salvatore, Maria), Donald Love, Phil Cassidy, 8-Ball, Regele Courtney (care este doar auzit în joc), Asuka Kasen, Ray Machowski și partenerul acestuia, Leon McAffrey, Miguel și, nu în ultimul rând, Catalina. Majoritatea bandelor introduse aici, în special Mafia, se întorc, de asemenea, în titlurile viitoare, mai ales cele care au loc tot în Liberty City, ci anume Grand Theft Auto: Liberty City Stories și Grand Theft Auto Advance (versiunea lui Liberty City prezentă în GTA IV și succesorii săi este un oraș complet diferit, deoarece jocurile de la GTA IV încoace se petrec într-un univers diferit de GTA III, astfel că și bandele și personajele de acolo sunt diferite).
Vocile multor personaje sunt oferite de actori celebri, ceea ce se va repeta doar în câteva titluri viitoare (în principal Grand Theft Auto: Vice City și Grand Theft Auto: San Andreas). Printre aceștia se numără Frank Vincent, Michael Madsen, Michael Rapaport, Joe Pantoliano, Debi Mazar, Kyle MacLachlan sau rapper-ul Guru.

## Gameplay
Grand Theft Auto III moștenește și modifică multe din caracteristicile gameplay-ului predecesorilor săi, Grand Theft Auto and Grand Theft Auto 2, combinând elemente ale unui shooter și ale unui joc cu mașini cu ajutorul unui nou motor. Ideea de a folosi un motor 3D într-un joc de acest tip nu era nouă, fiind folosită pentru prima dată în Hunter (1991). GTA III reia unele din elementele jocului Body Harvest, combinându-le cu design-ul deschis al lumii din seria GTA pentru a crea un nivel de libertate și defaliere fără precedent în 2001.
Când se deplasează pe jos, jucătorul are posibilitatea să alerge (dar nu poate înota), poate folosi arme și se poate lupta cu mâinile goale. De asemenea, el poate conduce vehicule din cele mai diverse: automobile, camioane, bărci și chiar un avion.
Infracțiunile, cum ar fi furtul de mașini, crima și furtul vor provoca diverse reacții din partea autorităților. Pe măsură ce crește nivelul de "amenințare", vor interveni pe rând poliția, FBI și armata. Când jucătorul moare sau este arestat, jocul va reîncepe la cel mai apropiat spital, respectiv secție de poliție, iar caracterul va pierde toate armele, armura și o sumă de bani pentru îngrijiri, respectiv mită. Deși asta se întâmpla și în GTA1 și GTA2, aici jucătorul are un număr nelimitat de vieți, pe când în jocurile anterioare acest număr era limitat.
Una din caracteristicile jocurilor GTA III anterioare era posibilitatea jucătorului să obțină bani lovin mașini și omorând trecători. Suma de bani deținută de jucător nu mai este o condiție pentru a deschide noi zone ale orașului, povestea fiind acum responsabilă pentru acest lucru. În plus, jucătorul se poate întoarce oricând în zonele în care a fost deja, deși acest lucru poatedeveni periculos datorită ostilității create în rândul grupurilor rivale.
Interfața jocului a fost modificată semnificativ. Există o hartă a orașului care conține adresele proprietăților jucătorului și locurile unde se desfășoară misiunile. Nivelul de sănătate și armură sunt indicare cu numere, și se adaugă un ceas. Comportamentul bandelor nu mai este dictat de nivelul de respect, ci de progresia în joc. Pe măsură ce Claude va termina diverse misuni, va deveni mai cunoscut în rândul bandelor rivale și aceștia vor trage asupra lui când îl zăresc.
În GTA III s-a renunțat la modul multiplayer din precedentele titluri, punându-se accentul pe campania individuală. Totuși, există extensii multiplayer ale jocului, dezvoltate de fanii seriei.

### Misiuni și poveste
O trăsătură comună a tuturor jocurilor din seria GTA este povestea neliniară. Misiunile oferite jucătorului fac parte din povestea principală sau sunt misiuni adiacente. Deși misiunile principale sunt necesare pentru a avansa în joc, ordinea misiunilor e în mare parte la alegerea jucătorului, multe din misiunile secundare nefiind obligatorii. În beta au misiuni date de un om al străzi numit Darkel
.Rockstar Games le-a șters pentru că au fost acuzați de terorism.În acela misiuni trebuia să explodezi un autobuz de școlari ,să explodezi niște copii cu o mașină de înghețată asemănătoare cu a lui El Burro,să împuști 30 pietoni din mașină în 2 minute sau să-l omori pe Donald Love cu un avion, dar misiunea a fost ștearsa definitiv din cauza asemănării sale cu atacurile teroriste din 2001 .De misiuni secundare sunt misiunile de taximetrist (în care trebuie transportați clienți în diferite părți ale orașului), paramedic, polițist sau pompier. La limită, jucătorul poate decide să nu facă nicio misiune, ci doar să se plimbe prin oraș, furând mașini, omorând oameni și ascunzându-se sau luptându-se cu poliția.
O noutate din GTA III este prezența filmulețelor ce sunt prezentate în timpul unor misiuni. Acestea au rolul de a prezenta povestea jocului, de a introduce ordinele pentru misiune sau de a oferi jucătorului o vedere asupra misiunii ce urmează a fi efectuată. În timpul jocului, instrucțiunile sunt date prin subtitrări sau prin pager-ul lui Claude.

### Arme
Jucătorul are de ales, pe lângă lupta cu mâinile libere și bâta de baseball, între diferite arme de foc și explozibili. Armele sunt în mare parte aceleași cu cele din primele 2 jocuri ale seriei.: M1911, Micro Uzi, nelipsitele AK-47 și M16A1, lansatorul de rachete și aruncătorul de flăcări din GTA1, pușca de vânătoare, cocktail-urile Molotov și grenadele din GTA2. Portarea lui GTA III într-o lume 3D permite jucătorului să aibă o vedere de tip FPS (First person shooter), permițând introducerea puștii cu lunetă și a cătării pentru M16A1 și lansatorul de rachete. Alte noutăți introduse în joc sunt posibilitatea de a împușca din mașină folosind mitraliera Micro Uzi și necesitatea de a reîncărca arma la terminarea unui încărcător. Armele pot fi cumpărate în joc de la magazine specializate, culese de la oamenii omorâți sau din anumite puncte ale orașului. Armele mari vor împiedica jucătorul să alerge.

## Posturi de radio și coloana sonoră
Una din noutățile mai subtile ale jocului a fost adăugarea unui mare număr de posturi de radio. Posturile rulează muzică special scrisă pentru acest joc (precum și multe piese din primele 2 jocuri), dar și melodii cunoscute licențiate pentru GTA III. Acest lucru îl diferențiază de primele jocuri din serie, care nu aveau decât muzică originală. Unul din posturi rulează un talk-show non-stop, multe din vocile auzite fiind caractere din joc, care prezintă aceleași excentricități și în timpul misiunilor. Alt post este "Flashback FM", care rulează muzica din filmul Scarface, ce a avut o puternică inspirație asupra urmării Vice City.
Pentru a oferi credibilitate poveștii, a fost creat un ziar electronic numit Liberty Tree, ce a prezentat evenimentele desfășurate în Liberty City între februarie 2001 și octombrie 2001 (data lansării jocului). Ziarul a oferit rapoarte lunare ce sugerau că evenimentele s-au produs în realitate. Situl prezintă și articole asupra activităților criminale din oraș și despre dezvoltarea orașului. Ca fotografii erau folosite capturi de ecran din joc.
Pe posturile de radio și situl Liberty Tree sunt prezentate numerase reclame. Unele făceau referință la situl companiei, ca de exemplu Petsovernight.com. Toate aceste situri au existat, fiind create pentru a oferi o legătură cu jocul. Totuși, deși semănau cu un joc real, toate legăturile de cumpărare duceau la Rockstargames.com.

## Portări și remake-uri
După apariția pe PlayStation 2 au apărut și versiuni de Grand Theft Auto III pentru Windows și Xbox. GTA III a fost primul joc din serie lansat pe consolă înaintea versiunii pentru PC. De atunci, toate jocurile din serie au fost lansate pe PC la șapte-opt luni după PlayStation.
Versiunea pentru PC, lansată pe 21 mai 2002 a avut unele probleme de performanță datorate faptului că motorul grafic randa tot ce se găsea în spațiul vizibil, inclusiv obiectele ascunse de clădiri sau copaci. Această problemă a fost rezolvată în Vice City. Totuși, versiunea de Windows suportă rezoluții mai mari, are texturi mai detaliate și aspectul personajului poate fi personalizat. În plus, a fost introdus pentru prima dată un post de radio care putea reda melodiile utilizatorului.
Versiunea pentru Xbox trebuia lansată în primăvara lui 2002 dar a fost amânată după ce Sony a semnat un contract de exclusivitate cu Take-Two Interactive (proprietarii Rockstar Games). Contractul a luat sfârșit în 2003 și în decembrie al acelui an a fost lansat pentru PS și Xbox Grand Theft Auto: Double Pack ce conținea atât GTA III cât și Vice City. Versiunea pentru Xbox era mai bună decât cele pentru PS2 și PC. În noiembrie 2005 a fost lansat Grand Theft Auto: The Trilogy care conținea GTA3, GTA:VC și GTA:SA. Au existat planuri de producere a unei versiuni pentru Nintendo GameCube, dar s-a renunțat din motive necunoscute.
Au fost create 2 jocuri destinate dispozitivelor mobile bazate pe GTA III. Grand Theft Auto Advance a fost creat ca o portare pentru Game Boy Advance a GTA III, dar apoi a fost introdusă o nouă poveste desfășurată tot în Liberty City, un an înainte de evenimentele din GTA III. Grand Theft Auto: Liberty City Stories a fost lansat pentru PlayStation Portable în 2005 și mai apoi portat pe PS2. Acțiunea jocului, plasată în același oraș, are loc în 1998, cu 3 ani înainte de evenimentele din GTA III.
GTA III a fost lansat pe motorul grafic al lui GTA IV, și anume RAGE ( Rockstar Advanced Game Engine ) de către comunitatea GTAForums. Deoarece este în versiune demo, jocul conține doar prima insulă (Portland) și o singură mașina din GTA 3 (Kuruma). Restul vehiculelor sunt din San Andreas. Modificarea este un Add-on și necesită GTA IV: San Andreas care, la rândul lui, necesită Grand Theft Auto Episodes from Liberty City.
Odată cu evoluția smartphone-urilor, GTA III a fost portat pe dispozitive mobile cu sisteme de operare Android și iOS.